# Jastrzębnik (Góry Kamienne)
Jastrzębnik, (niem. Habichtsberg,540, 540, 540, 532 m n.p.m.) – kilkuwierzchołkowe wzniesienie w południowo-wschodniej części Czarnego Lasu, w Górach Kamiennych, w Sudetach Środkowych.
Wzniesienie położone jest w południowo-wschodniej części pasma Czarnego Lasu, na południowy zachód od Czuby.
Zbudowany z permskich melafirów (trachybazaltów) oraz tufów porfirowych (ryolitowych).
Wzniesienie porośnięte lasem świerkowym, niżej rozciągają się łąki i nieużytki.